# Comonfort (kommun)
Comonfort är en kommun i Mexiko.   Den ligger i delstaten Guanajuato, i den centrala delen av landet, 220 km nordväst om huvudstaden Mexico City.
Följande samhällen finns i Comonfort:
- Comonfort
- Empalme Escobedo
- Orduña de Abajo
- Morales
- Las Trojas
- San Antonio de Corrales
- Ojo de Agua del Potrero
- San Isidro
- San Pablo
- La Borunda
- Cañada del Agua
- Rinconcillo
- Rincón del Purgatorio
- Rosales
- La Presa
- San Pedro Norte
- La Canterita
- Miraflores
- San Jerónimo
- Nopalera
- Bocatoma
- Agua Blanca
- La Merced
- La Presita
- Fraccionamiento Rancho Soria
- La Mezquitada
- La Asunción
- Refugio de Arriba
- Granja Don Juan
- El Angosto
- Guani
- El Triángulo
- Arias
- Peña Colorada
- El Lindero
- Ejido Cinco de Febrero